# Tulsa megye
Tulsa megye az Amerikai Egyesült Államokban, azon belül Oklahoma államban található. Megyeszékhelye és legnagyobb városa Tulsa. Lakosainak száma 669 279 fő (2020. április 1.). Tulsa megye Washington, Okmulgee, Rogers, Wagoner, Osage, Creek és Pawnee megyékkel határos.

## Népesség
A megye népességének változása:
| Lakosok száma | 605 127 | 608 605 | 614 163 | 622 409 | 639 242 | 669 279 |
|               | 2010    | 2011    | 2012    | 2013    | 2015    | 2020    |